# Frontone di Talamone
Il frontone di Talamone è un raro esempio di frontone in terracotta risalente al 150 a.C., reperto di epoca etrusco-ellenistica venuto alla luce sul poggio Talamonaccio, nei pressi di Talamone, che costituiva la parte superiore frontale dell'antico tempio etrusco di Talamonaccio.

## Descrizione
Esso costituisce l'iconografia artisticamente più importante che ci sia pervenuta del mito della Tebaide o dei Sette contro Tebe, in quanto viene raffigurata la scena del combattimento finale tra i fratelli Eteocle e Polinice, figli di Edipo e Giocasta, durante l'assedio di Tebe. Al centro della scena i corpi morti dei due fratelli vengono portati via, mentre intorno è raffigurata la fine degli altri eroi della spedizione.
Rinvenuto alla fine dell'800, è patrimonio del Museo archeologico di Firenze, dove rimase esposto fino all'alluvione di Firenze e poi nuovamente dal 1982, fin quando fu inviato in una mostra a lungo termine a Orbetello (Grosseto), organizzata all'interno della Caserma Umberto I. 
Nell'ultimo decennio la Soprintendenza Archeologica della Toscana ne ha concesso il prestito e lo ha inviato ad alcune importanti mostre sia in Italia che all'estero, al termine delle quali è ritornato al Museo archeologico fiorentino, dove non è ancora stato riesposto al pubblico.